# Kristian Näkyvä
Kristian Hermanni Näkyvä, född 18 november 1990 i Helsingfors, är en finländsk professionell ishockeyspelare som spelar för Timrå IK i SHL. Näkyvä debuterade i finska Liiga säsongen 2008/09 med Esbo Blues. Under sin tredje och sista säsong i klubben tog han ett silver med föreningens J20-lag. Inför säsongen 2011/12 skrev han kontrakt med JYP och vann samma säsong ligaguldet. Han tillbringade ytterligare två säsonger i klubben och tog 2012/13 ett finskt brons och vann också European Trophy med JYP 2013.
Inför säsongen 2014/15 skrev han på ett treårskontrakt Luleå HF i SHL, och vann Champions Hockey League samma säsong. 2015 bröt han dock kontraktet med Luleå och skrev istället på ett ettårskontrakt med Nashville Predators i NHL. Han fick dock aldrig chansen att spela för klubben och tillbringade istället hela säsongen med dess farmarlag Milwaukee Admirals i AHL. Efter en säsong i Nordamerika återvände Näkyvä till SHL och tillbringade två säsonger med Linköping HC och därefter fem säsonger med Örebro HK. Säsongen 2023/24 spelade Näkyvä i den schweiziska ligan NL för HC Davos innan han återigen vände tillbaka till SHL; denna gång för spel med Timrå IK.
Näkyvä gjorde A-landslagsdebut för Finland i december 2012. Som junior representerade han landet vid JVM i Kanada 2010.

## Karriär

### Klubblag

#### 2008–2014: Början av karriären
Näkyvä inledde sin ishockeykarriär i moderklubben Kiekko-Tiikerit och spelade senare juniorhockey med Esbo Blues. Vid 17-års ålder slog han sig in i klubbens U20-lag och blev säsongen därpå utsedd till lagkapten. Han var poängmässigt lagets bästa back med 25 poäng på 37 matcher (8 mål, 17 assist) och debuterade samma år i Liiga med klubbens A-lag. Under de två efterföljande säsongerna spelade han totalt 23 matcher i Liiga och blev under flera perioder utlånad till Mestis, där han spelade för TuTo, Mikkelin Jukurit och Kiekko-Vantaa. Säsongen 2010/11 avslutade han med att ta ett J20-silver med Esbo. Han slutade trea i slutspelets poängliga med 14 poäng på 13 matcher (2 mål, 12 assist).
Kort därefter, i maj 2011, skrev han på ett tvåårskontrakt med JYP. Han lyckades ta en ordinarie plats i laget och gjorde sin första hela säsong i Liiga. JYP slutade fyra i grundserien och i slutspelet slog man ut både Ässät och Jokerit innan man ställdes mot Pelicans i finalserien. JYP vann med totalt 4–1 i matcher och bärgade därmed sitt andra guld. Näkyvä var med sina fem assistpoäng lagets poängmässigt bästa back i slutspelet. Säsongen därpå blev Näkyväs poängmässigt bästa i Liiga med 28 poäng på 59 matcher (6 mål, 22 assist). JYP slogs sedan ut i semifinalserien av Ässät, men man lyckades vinna den efterföljande bronsmatchen mot Lukko med 2–0. Tidigare under säsongen förlängde han sitt kontrakt med laget med två år. Säsongen 2013/14 kom dock att bli Näkyväs sista med JYP, innan han lämnade klubben för Luleå HF. 

#### 2014–2023: SHL, AHL och Örebro HK

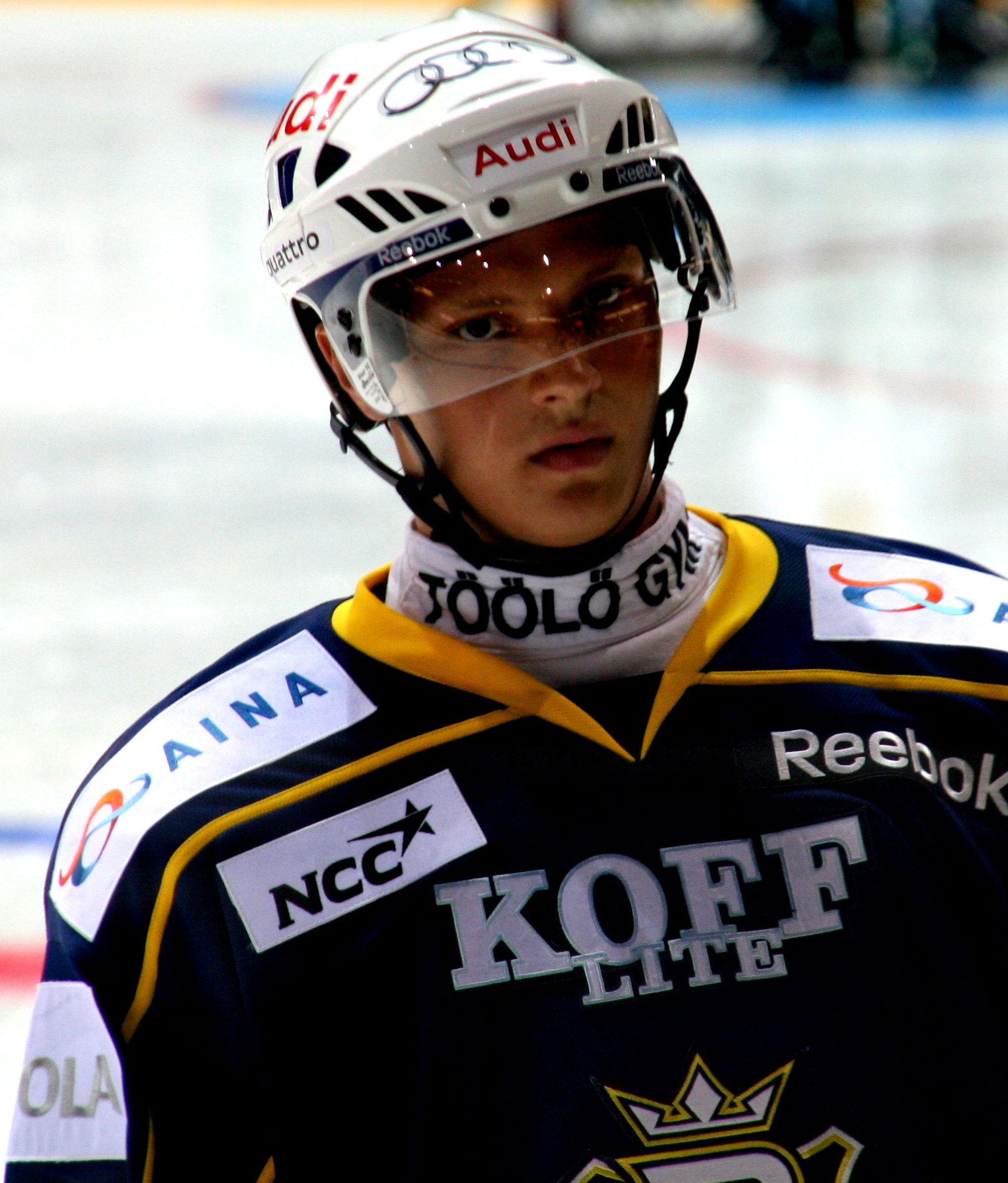
Näkyvä med Esbo Blues 2010.

Han presenterades som ett av Luleås nyförvärv i juni 2014, och skrev på ett treårskontrakt. Den 10 september samma år spelade han sin första match i SHL. En vecka senare gjorde han sitt första SHL-mål, på Július Hudáček, då Örebro HK besegrades med 3–1. Den 1 november 2014 gjorde han ett hat trick då Färjestad BK besegrades med 3–2 efter straffläggning. Näkyvä slutade femma i backarnas poängliga med 29 poäng på 55 matcher (10 mål, 19 assist). I april 2015 bröt han sitt kontrakt med Luleå då han skrev på ett ettårsavtal med Nashville Predators i NHL. Han skickades dock ner till klubbens farmarlag, Milwaukee Admirals i AHL, där han tillbringade hela säsongen.
Säsongen 2016/17 återvände han till SHL då han skrivit ett tvåårskontrakt med Linköping HC. Under grundserien var han lagets poängmässigt främsta back då han stod för 23 poäng på 50 matcher (8 mål, 15 assist). Han förbättrade sin poängskörd säsongen därpå då han på 52 matcher noterades för 26 poäng och återigen var lagets bästa back poängmässigt. Under slutspelet vann han Linköpings interna skytteliga då han stod för fyra mål på sju matcher. Efter säsongens slut meddelades det den 6 april 2018 att Näkyvä lämnat Linköping då han skrivit ett tvåårskontrakt med seriekonkurrenten Örebro HK. Den följande säsongen missade Näkyvä endast en match av grundserien. På 51 matcher noterades han för 27 poäng (6 mål, 21 assist) och slutade på åttonde plats i backarnas poängliga. I SM-slutspelet slogs laget ut i play-in av Växjö Lakers HC med 2–0 i matcher.
Den 12 februari 2020 meddelade Örebro Hockey att Näkyvä drabbats av testikelcancer och att han därmed skulle komma att missa återstoden av säsongen. Vid tidpunkten var han lagets poängmässigt bästa back då han hade gjort 20 poäng på 39 grundseriematcher (åtta mål, tolv assist). Den 2 augusti 2020 bekräftade Örebro att Näkyvä friskförklarats från sin cancer samt att han skrivit under ett nytt treårsavtal med klubben. Han gjorde comeback den 10 november under säsongen 2020/21. På 39 grundseriematcher noterades han för 16 poäng, varav tre mål, och var lagets näst bästa back poängmässigt.
Näkyvä fick en stor del av andra halvan av säsongen 2021/22 spolierad på grund av en skada. Denna gjorde att han missade 16 grundseriematcher i februari och mars 2022. Han gjorde comeback i grundseriens sista omgång och spelade totalt 36 matcher där han noterades för 18 poäng, varav sex mål. Örebro slutade på sjunde plats i grundserien och tog sig sedan till kvartsfinal i SM-slutspelet, där man slogs ut av Luleå HF med 4–1 i matcher.
Säsongen 2022/23, som kom att bli Näkyväs sista med Örebro, blev också hans poängmässigt bästa i SHL. Han slutade på fjärde plats i backarnas poängliga med 36 poäng på 52 grundseriematcher, varav sju mål. Han var den i laget som gjorde flest assistpoäng (29) och den som ådrog sig flest utvisningsminuter (53). Örebro slutade på fjärde plats i grundserien och tog sig till SM-semifinal efter att ha slagit ut Timrå IK i kvartsfinalserien med 4–3 i matcher. I semifinalen ledde Örebro med 2–0 i matcher mot Skellefteå AIK, men föll sedan i fyra raka matcher. På 13 slutspelsmatcher stod Näkyvä för ett mål och fem assist.

#### Från 2023: HC Davos och Timrå IK
Den 22 maj 2023 bekräftades det att Näkyvä skrivit ett ettårskontrakt med den schweiziska klubben HC Davos i NL, med option på ytterligare en säsong. Näkyvä gjorde debut i serien den 15 september samma år och noterades för sitt första mål i NL den 19 september 2023, på Luca Boltshauser, i en 6–1-seger mot SCL Tigers. I grundserien var Näkyvä Davos näst poängbästa back med 28 poäng på 49 matcher (6 mål, 22 assist). I slutspelet slogs laget ut i kvartsfinalserien mot HC Lausanne med 4–3 i matcher.
Efter att ha lämnat Davos i april 2024 gick Näkyvä klubblös fram till början av oktober samma år då han skrev ett try out-avtal med seriekonkurrenten HC Ajoie. Näkyvä spelade aldrig några matcher för klubben och den 8 november 2024 stod det klart att han återvänt till SHL då han skrivit ett ettårskontrakt med Timrå IK, med option för ytterligare en säsong.

### Landslag
Näkyvä var uttagen till Finlands trupp till JVM i Kanada 2010. Finland slutade trea i grupp B och ställdes mot USA i kvartsfinal. Man föll med 6–2 och slutade femma i turneringen, på sex matcher noterades Näkyvä för en assist.
Den 13 december 2012 debuterade han i Finlands A-landslag i en match mot Tjeckien under Channel One Cup 2012. Tre dagar senare gjorde han sin första poäng i A-landslaget, via en assist i en 3–1-förlust mot Ryssland. I sin nionde landskamp, den 8 november 2014, gjorde han sitt första landslagsmål då Finland besegrade Ryssland med 6–2 i Karjala Tournament 2014.

## Statistik

### Klubblag
| 2008–09      | Esbo Blues         | Liiga        | 6   | 0  | 2   | 2   | 2   | —  | — | —  | —  | —  |
| 2009–10      | Esbo Blues         | Liiga        | 7   | 0  | 0   | 0   | 4   | —  | — | —  | —  | —  |
| 2009–10      | TuTo               | Mestis       | 5   | 0  | 0   | 0   | 4   | —  | — | —  | —  | —  |
| 2010–11      | Esbo Blues         | Liiga        | 16  | 0  | 1   | 1   | 8   | —  | — | —  | —  | —  |
| 2010–11      | Mikkelin Jukurit   | Mestis       | 16  | 0  | 7   | 7   | 8   | —  | — | —  | —  | —  |
| 2010–11      | Kiekko-Vantaa      | Mestis       | 5   | 0  | 2   | 2   | 6   | —  | — | —  | —  | —  |
| 2011–12      | JYP                | Liiga        | 55  | 7  | 16  | 23  | 20  | 13 | 0 | 5  | 5  | 4  |
| 2011–12      | JYP-Akatemia       | Mestis       | 2   | 2  | 1   | 3   | 2   | —  | — | —  | —  | —  |
| 2012–13      | JYP                | Liiga        | 59  | 6  | 22  | 28  | 52  | 11 | 1 | 3  | 4  | 6  |
| 2013–14      | JYP                | Liiga        | 57  | 7  | 19  | 26  | 40  | 6  | 1 | 2  | 3  | 2  |
| 2014–15      | Luleå HF           | SHL          | 55  | 10 | 19  | 29  | 42  | 9  | 1 | 3  | 4  | 6  |
| 2015–16      | Milwaukee Admirals | AHL          | 69  | 1  | 9   | 10  | 32  | 3  | 0 | 0  | 0  | 2  |
| 2016–17      | Linköping HC       | SHL          | 50  | 8  | 15  | 23  | 38  | 6  | 0 | 1  | 1  | 2  |
| 2017–18      | Linköping HC       | SHL          | 52  | 2  | 24  | 26  | 37  | 7  | 4 | 1  | 5  | 6  |
| 2018–19      | Örebro HK          | SHL          | 51  | 6  | 21  | 27  | 38  | 2  | 0 | 0  | 0  | 0  |
| 2019–20      | Örebro HK          | SHL          | 39  | 8  | 12  | 20  | 34  | —  | — | —  | —  | —  |
| 2020–21      | Örebro HK          | SHL          | 39  | 3  | 13  | 16  | 49  | 9  | 2 | 1  | 3  | 4  |
| 2021–22      | Örebro HK          | SHL          | 36  | 6  | 12  | 18  | 18  | 8  | 0 | 2  | 2  | 6  |
| 2022–23      | Örebro HK          | SHL          | 52  | 7  | 29  | 36  | 53  | 13 | 1 | 5  | 6  | 6  |
| 2023–24      | HC Davos           | NL           | 49  | 6  | 22  | 28  | 18  | 2  | 1 | 0  | 1  | 25 |
| SHL totalt   | SHL totalt         | SHL totalt   | 374 | 50 | 145 | 195 | 304 | 54 | 8 | 13 | 21 | 30 |
| Liiga totalt | Liiga totalt       | Liiga totalt | 200 | 20 | 60  | 80  | 126 | 30 | 2 | 10 | 12 | 12 |
| AHL totalt   | AHL totalt         | AHL totalt   | 69  | 1  | 9   | 10  | 32  | 3  | 0 | 0  | 0  | 2  |

### Internationellt
| År            | Lag           | Turnering     | Matcher | Mål | Assists | Poäng | Utv. |
| ------------- | ------------- | ------------- | ------- | --- | ------- | ----- | ---- |
| 2010          | Finland       | JVM           | 6       | 0   | 1       | 1     | 2    |
| Junior totalt | Junior totalt | Junior totalt | 6       | 0   | 1       | 1     | 2    |